# Lene Nissen-Lembke
Lene Maria Nissen-Lembke (* 19. Mai 1943; † 25. Februar 2025 in Förslöv) war eine schwedisch-deutsche Springreiterin, Ausbilderin und Pferdezüchterin.

## Leben
Lene Nissen-Lembke besuchte die Ängelholms Gymnasieskola in Ängelholm. Sie heiratete den deutschen Pferdebuchautor Jasper Nissen und lebte mit ihrem Mann viele Jahre auf einem Hof in Holstein. Auf dem Hof arbeitete auch die junge Maria Gretzer.

## Sportlaufbahn
Lene Nissen-Lembke wurde fünfmal Deutsche Meisterin im Springreiten bei den Amazonen. Zum ersten Mal gelang ihr dies 1971 in Berlin auf dem schwarzbraunen Holsteiner Hengst Cottage Incident. Auf Cottage Incident gewann sie auch 1972 das Falsterbo-Derby vor Karsten Huck, der den zweiten Platz erreichte.
Im Jahr 1973 errang sie erneut den Titel der Deutschen Meisterin in der Kategorie der Amazonen – dieses Mal zusammen mit Onassis. 1976 trat sie bei der  Deutschen Meisterschaft in Donaueschingen mit dem jungen Holsteiner Schimmelhengst Mowgli an und erreichte hinter Marion Henkel und Hannelore Raab den dritten Platz. 1977 gewann sie die Deutschen Meisterschaft der Amazonen auf Mosquito. Diesen Erfolg konnte das Paar 1978 wiederholen.
Im Amazonenchampionat von 1980 teilten sich Lene Nissen-Lembke auf Mowgli und Bianca Kasselmann auf Don Pedro den Sieg.

## Zucht
1980 importierte Lene Nissen-Lembke den Hengst Mowgli nach Schweden und stellte ihn in der Hengststation ihres Gestüts Penarpsgården in Förslöv auf. 1981 reimportierte sie den Schwedischen Warmbluthengst Happy Day aus Deutschland zurück nach Schweden und stellte ihn ebenfalls in Penarpsgården auf Station, bis sie ihn 1990 weiterverkaufte.
Von 2006 bis 2009 pachtete sie den KWPN-Hengst Empire von W. van de Lageweg. Zu ihren Hengsten gehörten der Hannoveraner Alméto Z, den sie 1984 aus Belgien importierte sowie Cagliostro, der ab 1997 in der Zucht war und 2005 Schweden verließ.
Click and Cash war unter seinem Reiter Niklas Arvidsson ein erfolgreiches Springpferd und nahm am Nationenpreis 2013 und 2014 teil. Schon während seiner Sportlaufbahn stand Click and Cash im Deckeinsatz und wurde 2008 für das Schwedische Warmblut gekört.
Lene Nissen-Lembke veröffentlichte 2018 ihre Erinnerungen unter dem Titel Mitt hästliv under 7 decennier ("Mein Pferdeleben in 7 Jahrzehnten"). Lene Nissen-Lembke starb am 25. Februar 2025 in Förslöv.

## Pferde
- Cottage Incident, Schwarzbrauner Hengst, 162 cm, (* 1963), Holsteiner, v. Cottage Son xx - Meisterführer[19][8]

- Happy Day, Rapphengst, 167 cm, (1965–1994), Schwedisches Warmblut, gezogen von Anders G. Ahrén, v. Honeymoor xx - Afghan SWB[20][21][14]

- Mowgli, Schimmelhengst, 171 cm, (1970–1996), Holsteiner, gezogen von Hans Harder, v. Marlon xx - Matador[12][22][23]

- Mosquito, brauner Hengst, 168 cm, (* 1971), Holsteiner, gezogen von Adolf Luning, v. Moltke I - Cottage Son xx[24][25][26]

- Alméto Z, Fuchshengst, 163 cm, (1982–2006), Hannoveraner, gezogen von Leon Melchior in Zangersheide, v. Almé Z -  Gotthard[27][28][29]

- Cagliostro, dunkelbrauner Hengst, 176 cm, (1992–2014), Holsteiner, gezogen von Cord Tohrmählen, v. Calando I - Liostro[30][31][32][33][34]

- Empire, dunkelbrauner Hengst, 164 cm, (* 1999), KWPN, gezogen von J.M. van der Meer, v. Emilion - Lord Calando[35][36][37][38][39]

- Click and Cash, Brauner Hengst, 172 cm, (* 2003), Holsteiner, gezogen von ZG Hoenck und Christiansen, v. Moltke I - Cottage Son xx[40][41][42][15][43]